# Beaver (Contea di Clark, Wisconsin)
Beaver è un comune degli Stati Uniti, situato in Wisconsin, nella Contea di Clark.